# FC Sankt Veit
FC Sankt Veit – austriacki klub piłkarski. Siedziba klubu mieści się w mieście Sankt Veit an der Glan. Został założony w 1950 roku.